# Aleksandra Stachowicz
Aleksandra Stachowicz (ur. 13 lutego 1992 w Głogowie) – polska siatkarka, grająca na pozycji rozgrywającej.

## Sukcesy klubowe
I liga:
- 2016, 2021

Puchar Polski:
- 2024[4]

Tauron Liga:
- 2024[5]